# Worthington (Minnesota)
Pour les articles homonymes, voir Worthington.
La ville de Worthington est le siège du comté de Nobles, situé dans l’État du Minnesota, aux États-Unis. Sa population s’élevait à 12 764 habitants lors du recensement de 2010, estimée à 13 247 habitants en 2017.

## Démographie
| Groupe            | Worthington | Minnesota | États-Unis |
| ----------------- | ----------- | --------- | ---------- |
| Blancs            | 62,2        | 85,3      | 72,4       |
| Autres            | 20,5        | 2,0       | 6,4        |
| Asiatiques        | 8,7         | 4,0       | 4,8        |
| Afro-Américains   | 5,5         | 5,2       | 12,6       |
| Métis             | 2,4         | 2,4       | 2,9        |
| Amérindiens       | 0,7         | 1,1       | 0,9        |
| Total             | 100         | 100       | 100        |
|                   |             |           |            |
| Latino-Américains | 35,4        | 4,7       | 16,7       |

Selon l’American Community Survey, pour la période 2011-2015, 56,71 % de la population âgée de plus de 5 ans déclare parler anglais à la maison, alors que 28,81 % déclare parler l'espagnol, 3,65 % une langue africaine, 3,63 % le lao, 0,86 % une langue hmong et 6,43 % une autre langue.

## Source
- (en) Cet article est partiellement ou en totalité issu de l’article de Wikipédia en anglais intitulé « Worthington, Minnesota » (voir la liste des auteurs).

1. ↑  (en) « Worthington, MN Population - Census 2010 and 2000 », sur censusviewer.com.
2. ↑  (en) « Population of Minnesota - Census 2010 and 2000 », sur censusviewer.com.
3. ↑  (en) « Language spoken at home by ability to speak english for the population 5 years and over », sur factfinder.census.gov.